# Keihan

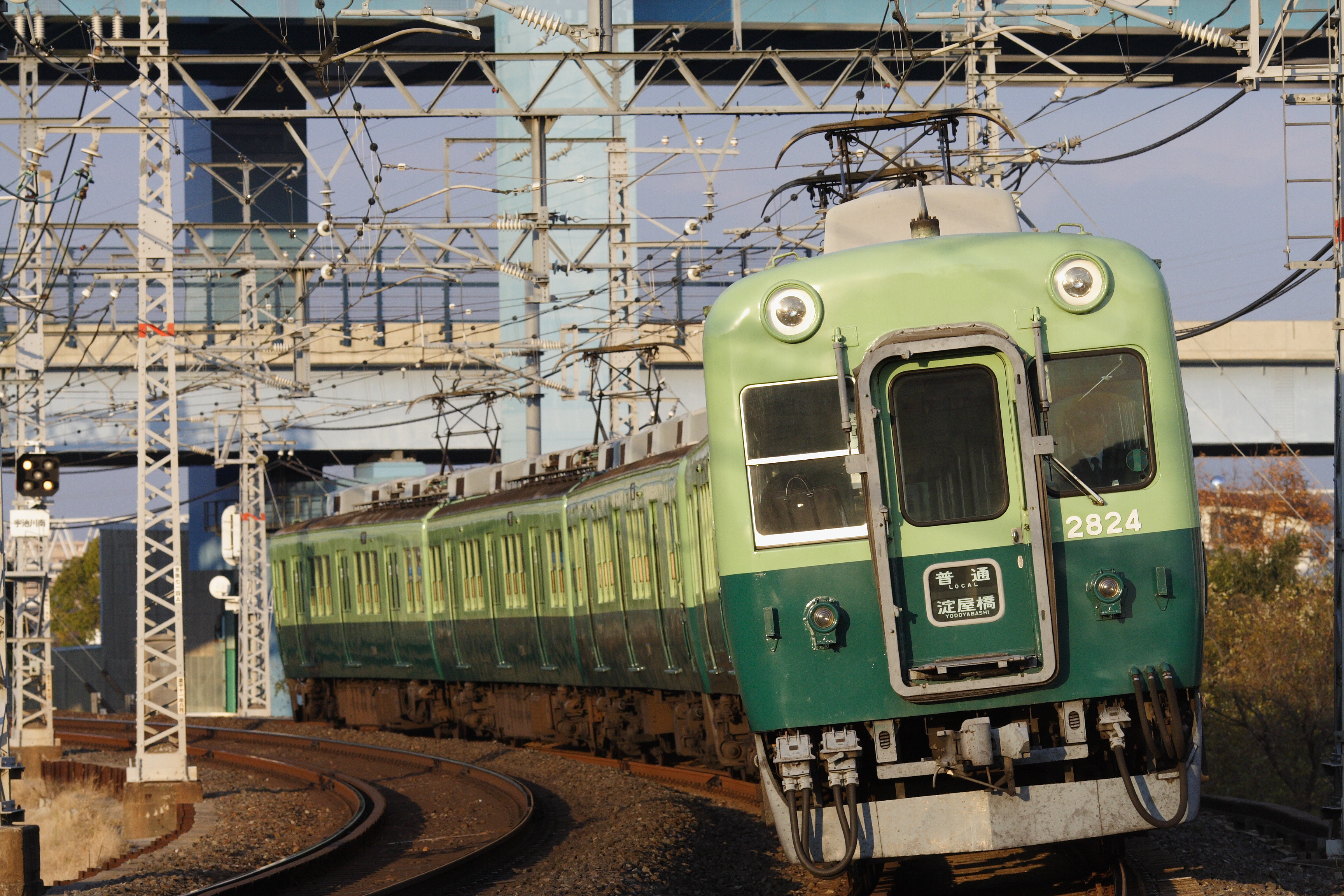
De 2600-serie, met de typische mintgroene kleur.

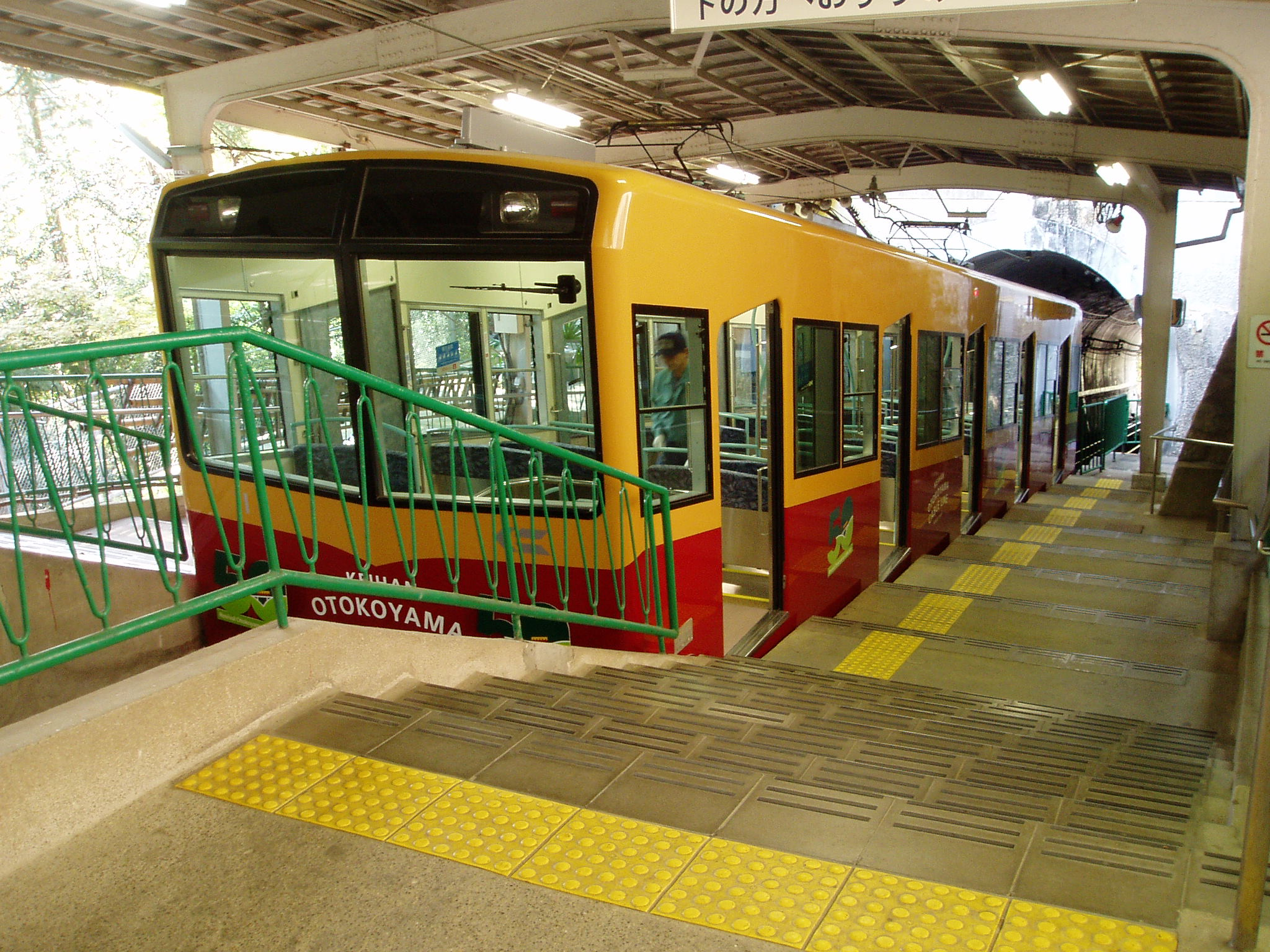
Rijtuig van de kabelbaan naar Otokoyama.

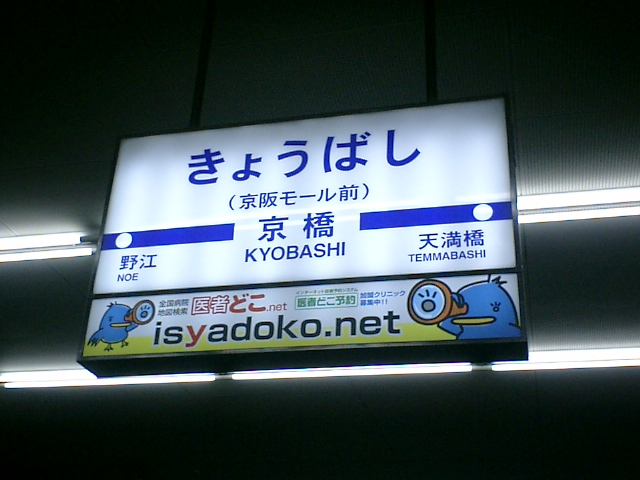
Een naambord van het station Kyōbashi. Veel borden hebben echter witte letters op een blauwe achtergrond.

Keihan (Japans: 京阪電気鉄道株式会社, Keihan Denki Tetsudō Kabushiki-gaisha), is een privé-spoorwegmaatschappij in Japan. De naam is een samenvoeging van de onyomi-uitspraken van de karakters 京 en 阪, die respectievelijk voor Kioto (京都) en Ōsaka (大阪) staan. De maatschappij heeft een relatief klein netwerk van spoorlijnen dat de steden Ōsaka, Kioto, Ōtsu en Uji verbindt. Naast het uitbaten van spoorlijnen houdt Keihan zich ook bezig met busvervoer, taxivervoer, hotels, warenhuizen en pretparken, die zich voornamelijk langs de trajecten van de spoorlijnen bevinden.

## Geschiedenis
Het bedrijf werd in 1910 onder de huidige naam opgericht, hoewel de wortels van het bedrijf teruggaan tot 1903. De spoorlijn tussen Kioto en Ōsaka werd de eerste lijn van Keihan, waarna men ook enkele lijnen in Ōtsu kocht en een tweede spoorlijn tussen Kioto en Ōsaka bouwde (thans de Hankyū Kioto-lijn). In 1937 werd Keihan onder druk van de Japanse regering samengevoegd met Hankyū, en het bedrijf ging verder als Keihanshin Kyūkō Dentetsu. In 1949 gingen beide maatschappijen zelfstandig verder, waarna Keihan de overgebleven lijnen consolideerde en enkele nieuwe spoorlijnen aanlegde.

## Spoorlijnen
Het netwerk is in twee gebieden te verdelen: het gedeelte tussen Kioto en Ōsaka en Ōtsu. Het netwerk beslaat in totaal acht lijnen:
- Lijnen tussen Kioto en Ōsaka:
  - Keihan-lijn (京阪本線) (Yodoyabashi - Sanjō)
  - Ōtō-lijn (鴨東線) (Sanjō - Demachiyanagi)
  - Nakanoshima-lijn (京阪中之島線) (Nakanoshima - Temmabashi)
  - Katano-lijn (交野線) (Hirakatashi - Kisaichi)
  - Uji-lijn (京阪宇治線) (Chūshōjima - Uji)

- Lijnen in Ōtsu:
  - Keishin-lijn (京津線) (Misasagi - Hamaōtsu)
  - Ishiyama-Sakamoto-lijn (京阪石山坂本線) (Ishiyamadera - Sakamoto)

- Kabelbaan:
  - Otokoyama-kabelbaan (男山ケーブル線) (Yawatashi - Otokoyama-sanjō)

## Spoorwegmaterieel
De treinen van Keihan zijn vooral bekend door de mintgroene kleur, hoewel deze tegenwoordig veel minder prominent aanwezig is. Al naargelang de treindienst hebben de treinen andere kleuren.
Keihan-lijn: 

1900-serie (1963) 

2200-serie (1964) 

2400-serie (1969) 

5000-serie (1970) 

8030-serie (1971) 

1000-serie (1977) 

2600-serie (1978) 

6000-serie (1983) 

7000-serie (1989) 

8000-serie (1989) 

7200-serie (1995) 

9000-serie (1997) 

10000-serie (2002) 

3000-serie (2008) 

13000-serie (vanaf 2012) 

Ōtsu-lijnen: 

600-serie 

700-serie 

800-serie (1997)

## Andere activiteiten van Keihan
- Keihan Bus
- Kyoto Bank
- Keihan Warenhuizen
- Kuzuha Mall
- Hirakata-Kōen
- Keihan Hotels